# Athanasius Berggold
Athanasius Berggold OSB (* 15. Januar 1958 in Kaufbeuren als Wolfgang Berggold) ist ein deutscher Benediktinerpater und seit 5. Juni 2023 Abt der Benediktinerabtei Metten.

## Leben
Athanasius Berggold trat nach dem Abitur in Fockenfeld 1979 unter Abt Emmeram Geser ins Kloster Metten ein, legte dort 1980 die zeitliche Profess ab und studierte Theologie in Salzburg. 1985 wurde er zum Priester geweiht. Seit 1985 war er im Kloster Metten als Pädagoge im Internat tätig. Er war Religions- und Lateinlehrer am Gymnasium und auch als Schulseelsorger tätig. In dieser Zeit sorgte der Benediktiner auch für viele Schultheaterpremieren. Zuletzt kam unter seiner Regie 2022 Christoph Willibald Glucks „Orpheus und Eurydike“ auf die Bühne.
Seit 2019 war er als Seelsorger in der Pfarrei Neuhausen-Sankt Vitus in Offenberg tätig.
Die Mönche des Klosters Metten haben ihn am 5. Juni 2023 unter dem Vorsitz des Abtpräses der Bayerischen Benediktinerkongregation, Abt Markus Eller OSB zum 59. Abt von Metten gewählt. Als Wahlspruch wählte Abt Athanasius ein Wort aus den Dialogen des hl. Gregor des Großen über die Hl. Scholastika, Schwester des Hl. Benedikt: „Plus potuit, quae amplius amavit“ (Viel mehr vermochte die, die leidenschaftlich liebte).
Er folgt Abt Wolfgang Maria Hagl, der sein Amt nach 34 Dienstjahren gemäß den Statuten der bayerischen Benediktinerkongregation zurückgelegt hat. 
Bischof Rudolf Voderholzer erteilte Athanasius Berggold am 15. September 2023 die Abtsbenediktion.